# ميغان هارت
ميغان هارت (بالإنجليزية: Megan Hart)‏ (27 مارس 1971)؛ روائية أمريكية.